# بوخ‌مورون
شهرستان بوخ‌مورون به زبان مغولی: Бөхмөрөн сум، [Böxmörön sum]؛ ᠪᠥᠬᠡ ᠮᠥ᠋ᠷᠡᠨ ᠰᠤᠮᠤ، [böke mören sumu]) یک شهرستان (سُوم) در مغولستان است که در استان اوفس واقع شده‌است.

## تقسیمات اداری
شهرستان بوخ‌مورون متشکل از ۳ قصبه (باغ) می‌باشد، شامل:
- بایشینت (مغولی: Байшинт баг، [Bajšint bag]؛ ᠪᠠᠶᠢᠰᠢᠩᠲᠤ ᠪᠠᠭ، [bayišiŋtu baɣ])
- خارآلتات (مغولی: Хар алтат баг، [Xar altat bag]؛ ᠬᠠᠷ᠎ᠠ ᠠᠯᠲᠠᠲᠤ ᠪᠠᠭ، [qar-a altatu baɣ])
- غوربان‌جیگِرتِی (مغولی: Гурван жигэртэй баг، [Gurvan žigertej bag]؛ ᠭᠤᠷᠪᠠᠨ ᠵᠢᠭᠦᠷᠲᠡᠢ ᠪᠠᠭ، [ɣurban jigürtei baɣ])